# Coelotes exitialis
Coelotes exitialis là một loài nhện trong họ Amaurobiidae.
Loài này thuộc chi Coelotes. Coelotes exitialis được Ludwig Carl Christian Koch miêu tả năm 1878.